# أحداث مسرح البالون
أحداث مسرح البالون هي أحداث عنف وقعت خلال تولى المجلس العسكرى إدارة شئون البلاد في مصر في يوم الثلاثاء 28 يونيو 2011 وتسببت في حدوث خسائر واعتقالات.

## المشاجرة
بدأ الحادث بمشاجرة في تمام الساعة الثامنة مساء يوم الثلاثاء بين مجموعة من الناس كان يبلغ عددهم 50 من جهة، وبين رجال الأمن المسئولين عن حراسة مسرح البالون الواقع في منطقة العجوزة بالقاهرة من جهة أخرى، وأدى الأمر إلى حدوث إصابات من كلا الطرفين

## أسباب الشجار
بين أحد رجال الأمن أن السبب في الشجار هو كان محاولة قوات الأمن منع الأشخاص المدنيين من دخول مسرح البالون حيث كان هناك حفلة أقامتها وزارة الثقافة لتكريم أسر شهداء ثورة 25 يناير ،وكان العدد كبيرا جدا في القاعة، واعتدى الأشخاص على رجال الأمن بالشوم والحجارة ، وتمكن رجال المباحث من ضبط 10 منهم وتم فرض كردون أمنى حول المسرح بعدما تم إحداث تلفيات بمحتوياته.

## رد فعل الأشخاص بعد الاشتباكات
وعقب ذلك توجه عدد من الذين تم رفض إدخالهم المسرح إلى ميدان التحرير، وانضم إليهم بعض المعتصمين الذين يفترشون الأرض أمام ماسبيرو[ ؟ ]، وعندما حاولت الأجهزة الأمنية فضهم بالقوة، قام عدد من المتظاهرين برشقهم بالحجارة، لتتحول بعدها إلى اشتباكات بينهم وبين الأجهزة الأمنية التي استخدمت القنابل المسيلة للدموع للسيطرة عليهم، ثم دفعت الأجهزة الأمنية بمزيد من رجال الأمن المركزى بعد تزايد أعداد المتظاهرين حتى وصل عددهم إلى 10 آلاف شخص، وتم الاستعانة بـ 6 مدرعات في محاوله لتفريق المتظاهرين، وتم إطلاق القنابل المسيلة للدموع، الأمر الذي أدى إلى إصابة العديد بحالات إغماء وجروح، وعقب ذلك تراجعت قوات الأمن وتوجهت إلى وزارة الداخلية وتم فرض كردون أمنى على الوزارة، خوفاً من اقتحامها.

## التحقيق في أحداث مسرح البالون
قام النائب العام المستشار عبد المجيد محمود بإصدار قرار بتشكل لجنة من النيابة العامة للتحقيق في ماجرى في مسرح البالون وميدان التحرير وكذلك أمام وزارة الداخلية